# Soffrey Alleman
Capitaine Molard
Soffrey Alleman, seigneur d'Uriage, plus connu sous le nom de capitaine Molard (ou Molar), né dans le dernier quart du XVe siècle et mort le 11 avril 1512 à Ravenne, est un chevalier s'étant illustré pendant les guerres d'Italie des XVe et XVIe siècles aux côtés de son cousin le chevalier Bayard. Il est connu comme « l'un des plus braves de son temps. »

## Biographie

### Jeunesse
Soffrey Alleman est fils de Guigues V Alleman d’Uriage (mort en 1496), chambellan sous Louis XI, et de sa femme Marie Grinde (morte en 1493 ou 1496), Dame du Molard, une maison forte située sur le territoire de Corenc. Dans le Dauphiné, le mot « molard », dérivé de « molarium », désigne le site d’une fortification bâtie sur un mamelon.
Soffrey Alleman d'Uriage, comme son cousin le chevalier Bayard, s'illustre d'abord dans les fameux tournois de Lyon et devient rapidement un chevalier respecté et un capitaine renommé. On peut lire à son propos dans Biographie du Dauphiné : « un de ces gentilhommes dauphinois dont la bravoure et les faits d’armes jetèrent alors un si grand éclat sur la noblesse de notre province ».
Voici le portrait de Soffrey Allemand décrit par Symphorien Champier, contemporain, chirurgien lyonnais et auteur d’une biographie de Bayard, son cousin par alliance : « Il était moult beau chevalier, grand de corps, nerveux de membres, grand et large de poitrine, puissant de sa personne, hardi de cœur, doux et gracieux à ses voisins et par renommée de son temps un des plus forts et robustes du royaume de France. »
Le jeune Soffrey semble incarner tous les caractères chevaleresques de la famille Alleman. Symphorien Champier consigne, dans l'Album du Dauphiné de 1835, l'anecdote suivante alors que Claude de Vaudrey, chevalier bourguignon renommé, se présentait dans les grandes villes pour jouter avec tous les gentilshommes qui le souhaitaient, quand Soffrey Alleman apprend que celui-ci passe à Grenoble : « Quand le seigneur d’Uriage, que pour lors on appelait seigneur du Molar, sceust que un bourguignon si fort clamé et estimé par tout le monde était venu en Dauphiné tenir les joustes et les rencs contre tout venant, il lui sembla que ce eust été déshonneur au pays du Dauphiné s’il ne trouvait rencontre à tout le moins semblable à lui, si délibéra combattre à lui et bouter sa personne contre la sienne ; si lui rescript en cette manière: Messire, j’ai sceu comme avez fait crier les joustes et tenir rencs des armes à tous et contre tous gentilshommes de toutes nations en ce pays de Dauphiné, duquel je suis, par origine et naissance, vrai zélateur et amateur; et à cette cause et pour l’honneur du pays, je suis délibéré un tel jour exposer ma personne contre la vôtre. (…) mais proteste une chose avant toutes choses que le combat de votre personne à la mienne sera par outrance et non en apprentis aux armes, mais comme un gentilhomme contre un autre de semblable qualité. » Mais la réputation du jeune Soffrey le précédait déjà. Il était en effet comparé à « un Hector troyen en corps, un Achille en hardiesse, un Thésée en jeunesse ardente et aventureuse », tant et si bien que le bourguignon n’osa jamais l’affronter en duel de peur d’être percé d’un trait fulgurant. Soffrey se présenta tout en arme un jour de duel, mais il fut bien déçu de ne pas y trouver son noble adversaire. « Si cria plusieurs fois : « Messire Claude, où êtes-vous, venez et ne veuillez crainde ung homme jeune aux armes » ; mais messire Claude ne se monstra aucunement. Si protesta devant tous les assistants monsieur du Molar contre messire Claude de Vaudrey: si le poursuivit bien dix ans par justice, et à la fin fut condamné messire Claude, et fut dit qu’il combattrait par arrêt, lequel fut exécuté après, mais non pas par force d’armes, mais amyablement et demeura l’honneur à môsieur du Molar… »

### Seigneur d'Uriage

Blason de la famille Alleman d'Uriage

Par contrat du 18 janvier 1488, Soffrey épouse Jeanne Richard de Saint-Priest, fille du conseiller et chambellan du roi Louis XI et d’Isabeau, bâtarde de France (fille de Louis XI et de Marguerite de Sassenage). De ce mariage naîtront Philibert (sans postérité), Guillaume (sans postérité), Isabelle et Marguerite.
La seigneurie d'Uriage est érigée en baronnie en 1496 (après la mort de Guigues V Alleman, père de Soffrey) par le roi Charles VIII, très probablement en reconnaissance des nombreux services rendus par la famille Alleman au pouvoir royal.
Le 7 janvier 1497, par acte notarié répertorié dans l'Inventaire des archives dauphinoises de M. Henry Morin-Pons, Soffrey hérite de la terre d’Uriage sur laquelle veille la famille Alleman depuis déjà cinq siècles.
Par acte notarié du 1er août 1497, Soffrey Alleman a albergé (dans le droit féodal : accorder la jouissance à un paysan pour une longue durée, moyennant une redevance annuelle) aux habitants des cinq paroisses la terre d’Uriage, de manière irrévocable et à perpétuité. Grâce à ce document, malgré de nombreuses procédures au cours des siècles suivants, la communauté villageoise est restée propriétaire de la forêt.

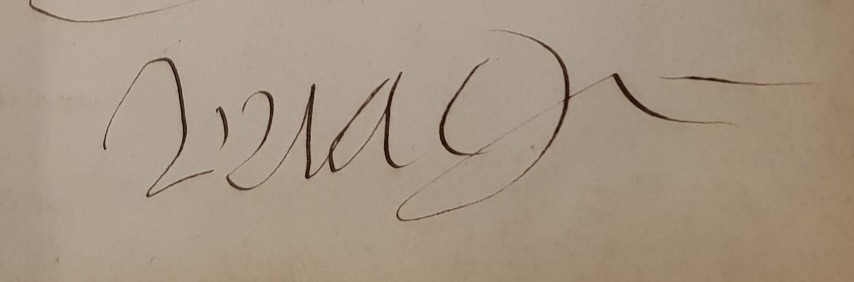
Signature de Soffrey Alleman au bas de l'ordonnance de Louis XII des 12 et 15 janvier 1508 [1509], BnF

Le roi Louis XII a grande confiance en lui : Soffrey Alleman d'Uriage est nommé lieutenant général du Dauphiné en 1505 et capitaine général des gens de pied de l’armée du roi en Italie en 1509. Alfred de Terrebasse relate dans l’Histoire de Pierre Terrail seigneur de Bayard dit le Bon chevalier sans peur et sans reproche (1828), Chapitre XXV. 1509 (extraits) : « Son cousin, Soffrey Alleman de Molard, arriva quelque temps après avec la bande de deux mille gens de pied dauphinois que Louis XII, jaloux d’affranchir son royaume du tribut onéreux qu’il payait aux Suisses, avait confiés à l’expérience de ce brave capitaine. L’infanterie française n’avait été jusqu’alors composée que de rustres, gens de sac et de corde, rassemblés au commencement, et licenciés à la fin de chaque campagne. La bande du capitaine Molard — c’était le nom que l’on donnait alors aux compagnies de gens de pied — fut le premier corps national payé et entretenu sous les drapeaux, en paix comme en guerre. Louis s’appliquait à relever le service de l’infanterie, dont les Suisses avaient fait reconnaître la supériorité dans les guerres d’Italie, et que, par un ancien préjugé, la noblesse française regardait encore comme au-dessous d’elle.» 
Il s’illustre particulièrement dans les Guerres d’Italie (1494-1515), aux côtés de son cousin, le chevalier Bayard, à Gênes, à Agnadel, à Bologne, à Brescia et à Ravenne où il périt le 11 avril 1512.

### Faits d’armes du Capitaine Molard

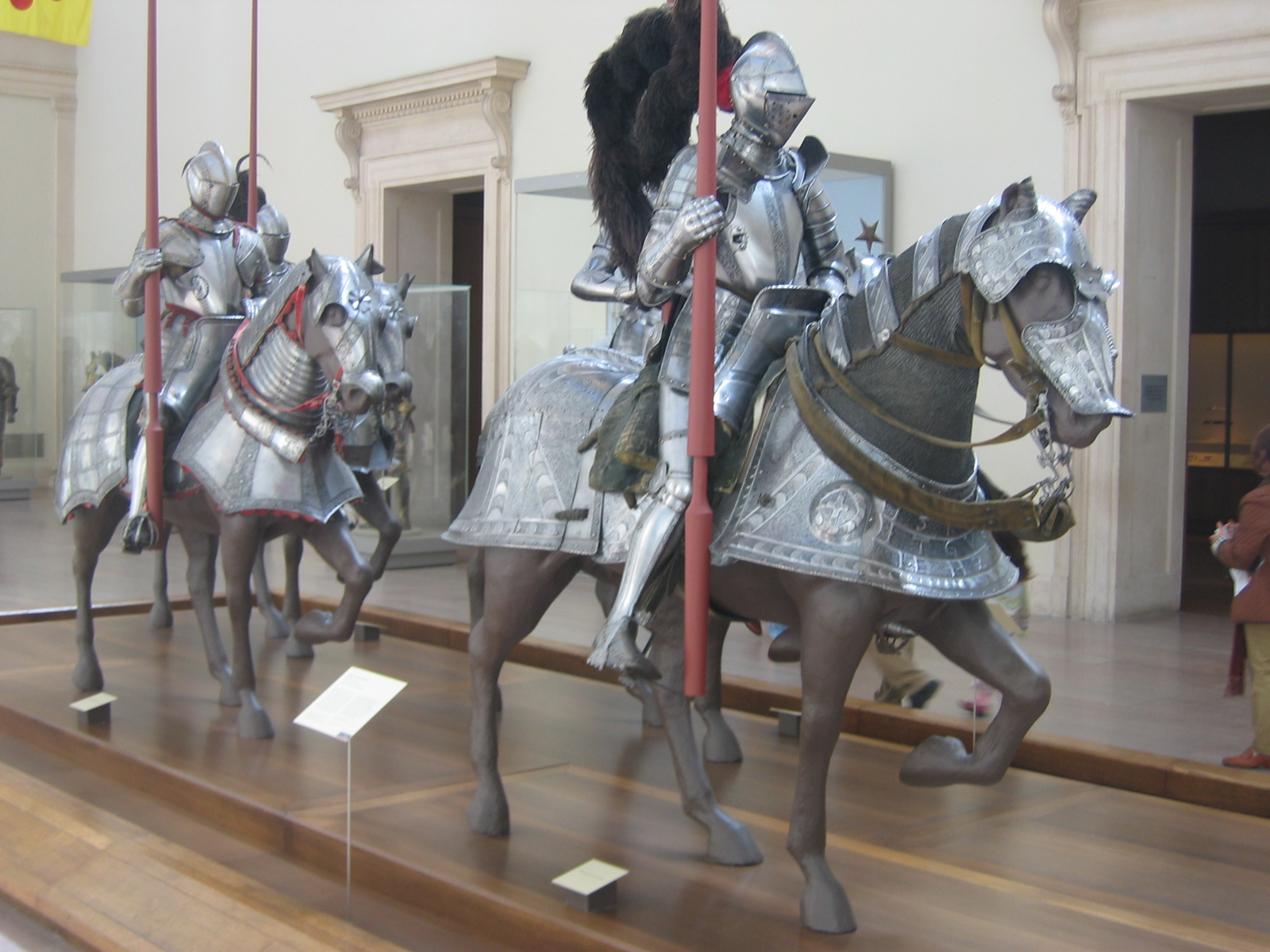
Reconstitution d'armures du XVIe siècle, Metropolitan Museum of Art, New York

Dans la Revue Historique de la Noblesse, tome premier, de André Borel d’Hauterive (1841), on peut lire :
« Ces trois personnages ont été effacés par le petit-fils de Guigues d’Uriage, celui de tous les Allemans qui acquit la plus haute renommée dans les guerres d’Italie. Son nom était Soffrey. […] Dans les chroniques il est toujours appelé le capitaine Molard  […] son panégyriste dit de lui que « c’estoit ung aultre Belgius françoys. » Sa réputation date de ses fameux tournois de Lyon où Bayard fit aussi ses premières armes ; mais sa fortune fut plus rapide que celle du Chevalier sans reproche. Tour à tour chef de compagnie, conseiller du conseil privé, et lieutenant du roi en Dauphiné, il commanda l’avant-garde à l’assaut de Gênes, en 1507. L’année suivante, envoyé au secours du duc de Ferrare, il défit la flotte vénitienne dans un combat naval, prit quinze galères et en coula une à fond. En 1509, il préluda, par la prise de Trévi, à la victoire d’Agnadel. En 1510, il se jeta avec les aventuriers qu’il commandait, dans la place de Montselle, battue en vain par l’artillerie depuis quatre jours. En 1511, il poursuivit les Espagnols et les Venitiens jusqu’aux portes de Bologne. Mais c’est surtout à la prise de Brescia qu’il déploya sa « valeur de lyon ». Bayard avait obtenu l’honneur de pousser la première attaque contre les retranchements ennemis. Le capitaine Molard se mit avec lui et s’avança sous le feu de la place, ayant oté ses souliers de fer, afin de courir plus à l’aise. Lui et les siens criaient si fort, qu’ils couvraient la voix des canons. L’abord fut terrible : Bayard tomba blessé d’un coup qu’on réputa mortel. Cet accident précipité la victoire ; Soffrey pleurant de douleur et de rage, atteignit les défenseurs du rempart, les chassa hors du château et les poussa jusque dans la ville, sans qu’ils eussent eu le temps de rompre le pont-levis. Il périt quelques semaines après dans la bataille qui se livra sous les murs de Ravenne.»
Soffrey Alleman et Pierre Terrail de Bayard étaient très proches, comme le confirment les différentes sources relatant leurs exploits guerriers. Fidèles à la tradition familiale de solidarité sans faille des Alleman, quiconque touchait à l’un se voyait sans aucun doute attaqué par l’autre.

#### Bologne, 1511
Un autre fait d’armes est précisé dans Theys : Son histoire de Henri Pouchot: « Soffrey Alleman, seigneur d’Uriage et du Molard (château de Corenc), compagnon de Bayard qui s’empara à la prise de Bologne de l’étendard du pape Jules II, en satin rouge, exposé à Grenoble en 1511. Ce vaillant homme de guerre eut sa terre érigée, en 1496, par Charles VIII, en baronnie d’Uriage, fut lieutenant général du Dauphiné en 1505 et fut tué à la bataille de Ravenne (1512). »

#### Brescia, 1512
On peut lire le détail de ses faits d'armes dans l’Histoire de Pierre Terrail seigneur de Bayard dit le Bon chevalier sans peur et sans reproche par Alfred de Terrebasse (1828), Chapitre XXXI. Prise de Brescia. 1512. (extraits) :
«[…]L’ordonnance de l’assaut fut disposée ainsi : le seigneur de Molard ferait la première pointe avec ses gens de pied et les Gascons du capitaine Hérigoye. […]
« Vous envoyez le capitaine Molard faire la première pointe, et ni lui ni ses aventuriers ne sont gens à reculer ; mais les ennemis leur mettront également en tête l’élite de leurs troupes, et pour sûr leurs arquebusiers. »
[…]
Le seigneur de Molard et le capitaine Hérigoye avançaient en tête avec leurs gens de pied, et sur leur aile le Bon Chevalier à pied avec tous ses gens d’armes. C’était une compagnie d’élite composée de guerriers blanchis sous le harnois, et même de plusieurs anciens capitaines qui préféraient servir sous lui à commander ailleurs. Ils abordèrent le premier rempart sous une grêle de traits d’arquebusades, et l’assaut et la résistance furent également terribles. André Gritti encourageait ses gens et leur disait : « Tenez bon, mes amis, les Français n’ont que la première pointe, ils seront bientôt las, c’est feu de paille qui ne dure guère. » Les aventuriers et les gendarmes revenaient opiniâtrement à la charge ami cris de « France, France ! Bayart, Fête-Dieu, Bayart ! » Gritti, entendant retentir ce nom qu’il connaissait bien, en fut peu réjoui. « Comment ! s’écria-t-il, ce Bayart est donc partout ? Vraiment ils croissent les Bayart en France comme champignons, car on n’entend parler en toutes batailles que de Bayart. Mes amis, jetez-vous sur celui qui marche le premier, car si vous pouvez défaire de Bayart, tout est défait. » Mais l’éloquent et sage Provéditeur parlait mieux qu’il ne rompait une lance, et ses soldats n’en reculèrent pas moins. « Dedans, dedans, compagnons ! ils sont à nous », cria le Bon Chevalier en franchissant le rempart ; suivi de tous les siens. Ce bastion finit par rester aux Français jonché de morts de part et d’autre. Mais un capitaine vénitien, saisissant l’instant où Bayart chancelait sur les décombres, l’atteignit au haut de la cuisse d’un coup de pique si violent que le bois se rompit et que le fer demeura dans la blessure avec le reste du fût. La douleur qu’il ressentit ne l’empêcha pas de couper le bois avec son épée, et d’essayer d’avancer nonobstant que la pointe fût restée bien avant dans sa cuisse. Mais le sang jaillissait à gros bouillons, et, s’il n’eût été soutenu par ses archers, le Bon Chevalier allait mesurer la terre. « Mon compagnon, dit-il au capitaine Molard, faites marcher vos gens et les miens ; la ville est gagnée, pour moi je n’y entrerai point, car je suis mort. » Le pauvre seigneur, désolé et furieux de la perte de son bon ami et voisin, fondit sur les ennemis, sacrifiant à sa vengeance tout ce qui se présentait devant lui. Nemours, qui suivait de près, en apprenant la blessure mortelle que venait de recevoir Bayart à la prise du bastion, n’en ressentit paf, moins de douleur que si lui-même il eût reçu le coup. « Messeigneurs, mes amis, s’écria-t-il, vengeons sur ces vilains la mort du plus accompli chevalier qui fût au monde ; suivez-moi ! » Les Vénitiens ne purent supporter le choc de cette intrépide cohorte, et se hâtèrent de gagner la ville, espérant lever le pont après eux ; mais on ne leur en laissa pas le loisir, et les Français entrèrent dans l’enceinte pêle-mêle avec les fuyards. Les citadins, les femmes et les en-fans faisaient pleuvoir des fenêtres sur les Français dés pierres, des meubles, de l’eau bouillante, dont ils eurent plus à souffrir que des gens de guerre vénitiens. Gritti, le comte Advogaro, Contarini, le podestat Justiani et autres capitaines, jugeant toute résistance inutile, s’enfuirent à bride abattue vers la porte Sancto-Nazaro ; mais à peine eurent-ils fait abaisser le pont que le seigneur d’Alègre et ses trois cents gendarmes se précipitèrent dessus et les refoulèrent dans la ville où ils furent faits prisonniers.Lorsqu’il n’y eut plus d’ennemis à combattre, le pillage commença. Tous les désordres que l’on peut supposer dans une ville prise d’assaut furent commis dans Brescia, moins encore par les Français que par les Gascons et surtout par les lansquenets. Les monastères furent forcés, les vierges arrachées des autels, les filles et les femmes violées sous les yeux de leurs parents et de leurs maris ; pendant sept jours cette soldatesque effrénée, sourde à la voix de ses capitaines, épuisa sur cette ville malheureuse tous les genres de dissolution et de cruauté. Gaston parvint enfin à rétablir l’ordre parmi ses gens de guerre, et se hâta de faire enlever les corps morts au nombre de plus de vingt mille, de peur d’infection. Puis on instruisit le procès à l’auteur de tous ces maux, le comte Louis Advogaro ; il eut la tête tranchée sur la grande place, et son corps fut mis en quatre quartiers aux portes de la ville. »

### Mort
Sa mort lors de la bataille de Ravenne le 11 avril 1512 fut décrite et rapportée par Bayard lui-même dans une lettre à leur oncle l'évêque Laurent Alleman.
Alfred de Terrebasse écrit : « Depuis Azincourt, on n’avait pas vu périr tant de noblesse en une seule journée ; et le véridique Bayard écrivit à son oncle Laurent Alleman, en lui annonçant la mort du brave Soffrey : « Si le roy a gaignié la bataille, les pauvres gentilhommes l’ont bien perdue. »

#### Ravenne, 1512

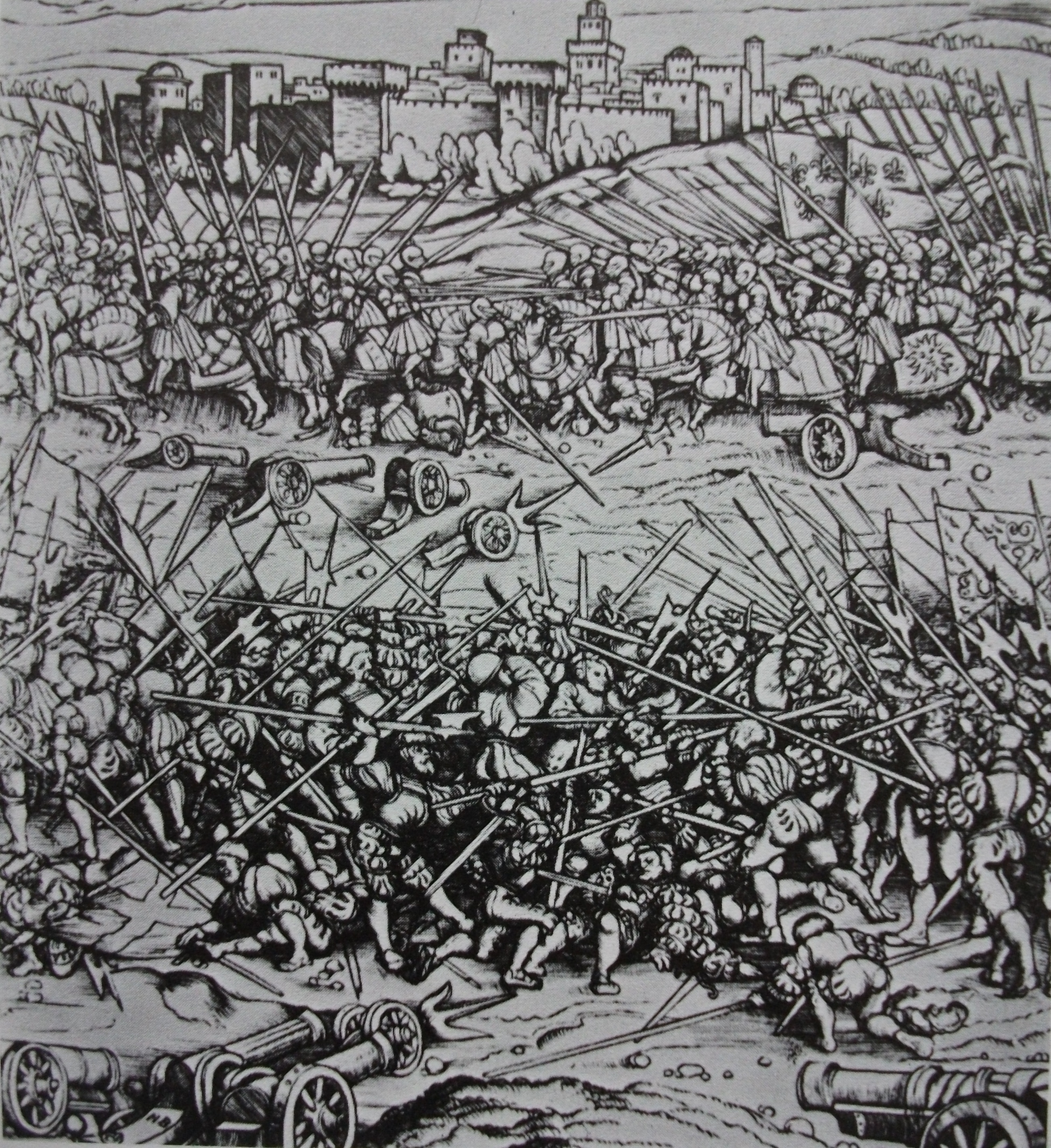
Bataille de Ravenne, 1512. Gravure de Hans Burgmair, Bibliothèque Nationale Autrichienne, Vienne

Dans l’Histoire de Pierre Terrail seigneur de Bayard dit le Bon chevalier sans peur et sans reproche (1828), Alfred de Terrebasse écrit, Chapitre XXXII. Bataille de Ravenne 1512. (extraits) :
«[…] C’était aux lansquenets de passer les premiers le pont, mais le capitaine Molard cria à ses aventuriers : « Comment, compagnons, sera-t-il dit que les lansquenets ont joint l’ennemi avant nous ; quant à moi, j’aimerais mieux perdre les deux yeux de ma tête ! » Les Allemands obstruaient le passage, et Molard se jette dans la rivière, suivi de tous ses gens qui, nonobstant qu’ils eussent de l’eau jusqu’à la ceinture, atteignirent l’autre bord avant les lansquenets. L’artillerie et le reste de l’année se mirent à la file.[…] »
Dans la « Revue Historique de la Noblesse », tome premier, de André Borel d’Hauterive (1841), on rapporte les circonstances de la mort du capitaine Molard :
« A ces mots, il se jeta dans l’eau jusqu’aux épaules, et ses hommes après lui. Dans le plan de bataille, il devait protéger l’artillerie. Trois heures durant, il se tint derrière les pièces, dirigeant le feu des arquebusiers avec le capitaine Jacob Fermutz, qui commandait les lansquenets. […] C’était le moment de charger ; avant d’ébranler leurs bataillons, Soffrey et Jacob Fermutz demandèrent à boire. On leur apporta deux verres, et comme ils trinquaient, un boulet de canon les emporta tous les deux. »
[…] « Il périt dans cette bataille de Ravennes, l’une des plus sanglantes qu’on eût vues depuis longtemps, douze mille Espagnols, et environ six mille Français ; mais, à ne considérer que l’importance des morts, leur perte surpassa celle des ennemis. Il se trouva autant de capitaines français tués que de capitaines espagnols prisonniers, et l’on comptait plus de cinquante de ces derniers ! « Plût à Dieu, s’écria douloureusement Louis XII à cette nouvelle, que j’eusse perdu tous les États que je possède en Italie, et que mon neveu et tant de braves capitaines fussent encore en vie ! Que le ciel, dans sa colère, réserve de semblables victoires à mes ennemis ! »